# Hermann Rorschach
Hermann Rorschach (født 8. november 1884 i Zürich, død 2. april 1922 i Hersau) var en schweizisk freudiansk psykiater, som var mest kendt for at udvikle en projektiv test kendt som Rorschachtesten (populært kaldet "blækklattesten").
Rorschach kom fra en kunstnerfamilie og var tidligt intenst optaget af kunst og ulige måder at opfatte den på. I et ungdomsbrev til Tolstoj skrev han: "Evnen til at se og skabe verden ligesom middelhavsfolkene; til at tænke verden ligesom tyskerne; til at føle verden ligesom slaverne - vil disse energier nogensinde kunne bringes sammen?" Under sin studietid i Zürich blev han påvirket af fagmiljøet på Burghölzli-sygehuset, hvor Eugen Bleuler (der indførte begrebet schizofreni) og Jung var ansat. Rorschach selv arbejdede med analyser af yderliggående religiøse sekter, og under hvilke betingelser esoteriske verdensopfatninger lettest får fodfæste. Som færdiguddannet psykiater virkede han på forskellige sygehuse i mindre byer i Schweiz. Han døde af peritonit som en følge av en revnet blindtarm, kun ni måneder efter udgivelsen af Psykodiagnostik, hvori han beskrev Rorschachtesten. 

## Blækklattesten
En populær leg i Rorschachs barndom var Klexographie, hvor man spildte blæk på et ark og undrede sig over de fremkomne figurer, eller skrev sit navn på et ark og foldede det for at "se, hvad sjælen siger". Rorschach dyrkede blækklatlegen så meget, at han fik tilnavnet Klex. 
Leonardo da Vinci spildte i sin tid maling på væggen for at få inspiration af de fremkomne mønstre. Justinius Kerner og Alfred Binet eksperimenterede også med tolkning af blækklatter. I dag er blækklattesten nærmest en metafor for subjektivitet, hvor man konstruerer sin egen mening, og der ingen facit findes. Hillary Clinton sagde i 1993 om sig selv: "Jeg er en Rorschachtest."  Barack Obama sagde i 2008 om sig selv: "Jeg er som en Rorschachtest. Selv om folk i sidste ende bliver skuffet over mig, kan de alligevel ha' lært noget." 
At testen selv opfattes så forskelligt af psykologer, gør den til sin egen Rorschachtest: Faglige vurderinger går fra, at testen er værdiløs, eller gør mere skade end gavn, til at den er en stor hjælp i klinisk praksis. Rorschach mødte allerede problemer ved bogens udgivelse, da trykkeriet gik tom for typer til bogstavet stor F. I bogen forekom stor F meget ofte, fordi "form" og "farve" blev forkortet til "F" og "Fb". Logistikproblemet blev til sidst løst ved at trykke bogens første del til sidst, for at frigøre et tilstrækkeligt stort antal typer. Omsider kom Psykodiagnostik så ud i juni 1921. 
De anklagede i Nürnbergprocessen blev underkastet blækklattesten. Den ene af de to testere, Douglas Kelley, tog sit liv nytårsdag 1958 ved at indtage en cyanidkapsel foran sin familie; den samme selvmordsmetode, som testobjektet Göring havde anvendt. Det førte til spekulationer om, hvorvidt Kelley havde været manden, der smuglede en cyanidkapsel ind til Göring og muliggjorde hans selvmord. 